# Entscheidung

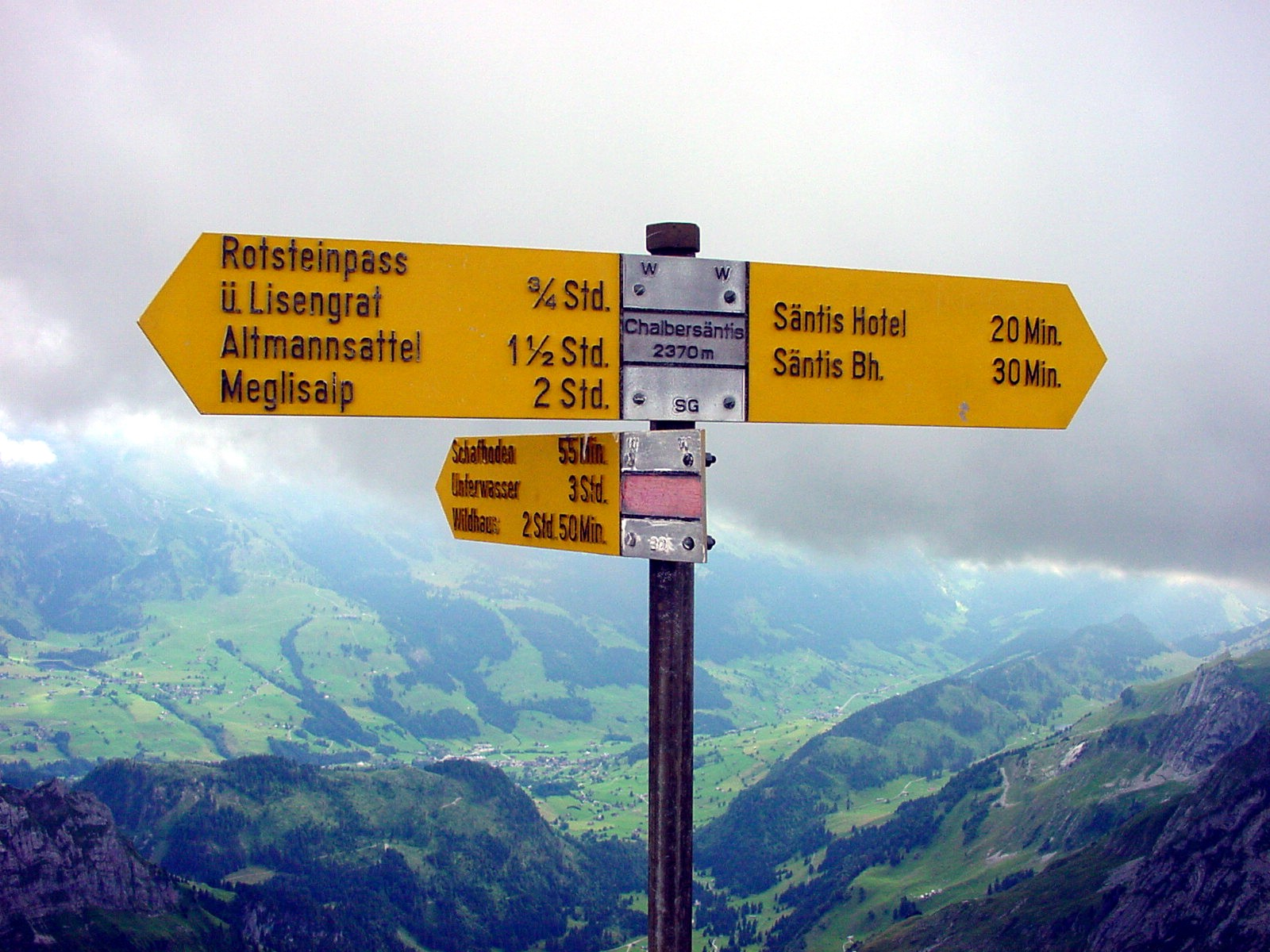
Eine Richtungsentscheidung am Scheideweg: links, rechts oder geradeaus?

Unter Entscheidung versteht man die Wahl einer Handlung aus mindestens zwei vorhandenen potenziellen Handlungsalternativen unter Beachtung der übergeordneten Ziele. Mit der Evaluation der Konsequenzen von Entscheidungen befasst sich die Entscheidungstheorie.

## Allgemeines
Entscheidungen werden im Alltag von natürlichen Personen getroffen, die man Entscheidungsträger nennt. Entscheidungsträger können Entscheidungen für sich (etwa jemand kauft sich ein Buch) oder für Organisationen (Unternehmen, Behörden) treffen. Im letzteren Falle treffen Führungskräfte im Rahmen ihrer Führungskompetenz und andere Mitarbeiter im Rahmen ihrer Durchführungskompetenz Entscheidungen, die für oder gegen ihre Organisation wirken. Diese Entscheidungskompetenz wurde den Entscheidungsträgern durch Delegation ausdrücklich übertragen. Computer entscheiden nicht selbst, sondern nur aufgrund von Computerprogrammen, die von Menschen geschaffen wurden.
Im Alltag tauchen Entscheidungssituationen täglich sehr häufig auf, ohne dass man sich hierüber bewusst ist. Der Fahrer muss entscheiden, ob er die Fahrtrichtung geradeaus wählt oder rechts abbiegt. Die Auswahl von einer dieser beiden Handlungsalternativen hängt vom Fahrtziel ab, so dass also selbst bei dieser simplen Entscheidung wiederum das Ziel für die Auswahl der richtigen Handlungsalternative von Bedeutung ist. Der Fahrer muss kurzfristig entscheiden, während sich etwa ein Richter während eines langwierigen Gerichtsverfahrens für das Urteil bis zum Verkündungstermin Zeit lassen kann. Eine Entscheidung kann oft bis zum spätesten möglichen Zeitpunkt hinausgeschoben werden, wobei in der Zwischenzeit weitere Informationen eingehen und den Informationsgrad erhöhen. Informationen – deren Quantität und Qualität – sind essentiell für das Treffen richtiger Entscheidungen. Der Informationsgrad misst die Unvollkommenheit von Informationen:
{\displaystyle {\text{Informationsgrad}}={\frac {\text{tatsächlich vorhandene Informationen}}{\text{sachlich notwendige Informationen}}}}.
Vollkommene Information liegt demnach bei 100 % vor, unvollkommene Information zwischen 0 und 100 % und vollkommene Ignoranz bei 0 % vor.
Bei der Entscheidung aus mehreren Handlungsalternativen wird diejenige ausgewählt, die sich im Hinblick auf ein Ziel als die beste  erweist. Diese Alternativen ergeben sich aus der Entscheidungsvorbereitung, für die meist der Begriff Planung Verwendung findet. Handlungsalternativen können allgemein aus einem bestimmten Handeln oder einem Unterlassen bestehen. Erkennt etwa der Einkaufsleiter im Unternehmen, dass ein bestimmter Rohstoff kurzfristig zu teuer geworden ist, so unterlässt er einen geplanten Kauf; auch dies ist eine Entscheidung. Spontane, also ungeplante Entscheidungen (Entschlüsse), sind keine echten Entscheidungen im Sinne der Entscheidungstheorie.

## Etymologie
Die Eigenschaft, ohne Verzögerung zu entscheiden und dabei zu bleiben, wird als Entschiedenheit bezeichnet (vgl. Führung oder Starrsinn). Die Statistik und Ökonomie befasst sich in der Entscheidungstheorie mit der Frage nach der optimalen Entscheidung. Etymologisch stammt das Verb „entscheiden“ von dem germanischen Wort „skaipi“ (Plural von „skeidir“ für Schwertscheide) für zwei getrennte Holzplatten, die ein Schwert schützten. Im Althochdeutschen wurde dieser Wortstamm zu „sceidan“ und dann zu „intsceidôn“ für „aus der Scheide ziehen, trennen“ weiterentwickelt. Das mittelhochdeutsche Wort „entscheiden“ bedeutete „absondern, aussondern, bestimmen und richterlich ein Urteil fällen“. Die Aussagen und Ansichten mussten durch den Richter voneinander getrennt werden („scheiden“), um zur richtigen Einsicht zu gelangen. Ein etymologisches Wörterbuch leitete im Jahre 1819 das Wort Entscheidung vom Verb „scheiden“ ab, weil der Entscheidungsträger mehrere Alternativen voneinander zu trennen hat.

## Entscheidungsprozess
Jeder Entscheidung geht ein Entscheidungsprozess voraus. Er umfasst die Phasen Diagnose, Zielsetzung, Problemdefinition, Informationsbeschaffung und -auswertung, Suche nach Handlungsalternativen, Antizipation erwünschter und unerwünschter Folgen, Prognose der Konsequenzen hieraus, Handhabung der Prognoseunsicherheit, Bewertung und Vergleich von Entscheidungsalternativen, Umsetzung der Entscheidung und Umsetzungskontrolle. Der Entscheidungsträger erkennt die Notwendigkeit irgendeiner Entscheidung (Diagnose) und sammelt daraufhin entscheidungsrelevante Informationen und Daten, die er sukzessive filtert und reduziert, um hieraus die Handlungsalternativen abzuleiten. Es schließt sich die Phase der Bewertung aller gefundenen Alternativen an, aus denen die Wahl zu Gunsten einer bestimmten Handlungsalternative getroffen wird. Dieser Entschluss wird schließlich durchgesetzt, die Entscheidung wird umgesetzt; es folgt die Umsetzungskontrolle. Es gibt auch diverse Entscheidungsfindungsmethoden und -systeme für Gruppen.

## Entscheidungsobjekt
Entscheidungen können in Bezug auf den Entscheidungsgegenstand unterteilt werden:
| Entscheidungsgegenstand                        | Konsequenzen | Betrifft, Betroffene                                     | Beispiel |
| Wahl einer Handlungsalternative                | Handlung und ihre Folgen                                                                                         | Dinge, Sachen, Menschen, Aufgaben, Anweisungen, Aufträge | Handlungsentschluss von Individuen, Gruppen. Demokratische Gesellschaften oder deren legitimierten Vertreter begründen staatliches Handeln oder beschließen steuernde Eingriffe in dasselbe.                                                 |
| Meinungsbildung                                | Eine Beurteilung wird durch die gewählte Meinung abgeschlossen.                                                  | kognitive und soziale Prozesse der Meinungsbildung       | |
| Zielfindung                                    | Künftige Entscheide und Handlungen richten sich an diesen Zielen aus.                                            | Präferenzen der Entscheidungsträger und Betroffenen      | Beschluss von strategischen Zielsetzungen, Entscheid für einen bestimmten Weg und die damit verbundenen Anstrengungen |
| Eingehen oder Beenden einer sozialen Beziehung | Entscheid zu Veränderung von sozialen Beziehungen mit inhärenter Veränderung künftiger Entscheidungssituationen. | Soziale Dynamik                                          | Kontaktaufnahme, -vertiefung, -abbruch zu anderen Entscheidungsträgern mit Bildung einer Dyade bzw. einer Gruppe. Kontaktanbahnung, Annahme einer Offerte, Schließen eines Vertrages, Eintritt oder Austritt aus einer Kooperationsbeziehung |
| künftige Entscheidungsverfahren                | Verfahrensfestlegung                                                                                             | Organisationen                                           | Festlegung von Verfahren zu Entscheidungsverfahren |

## Arten
Entscheidungen lassen sich in eine Vielzahl von Arten einteilen:
- Im Hinblick auf den Sicherheitsgrad der Informationen unterscheidet man:[11]
  - Entscheidung bei vollkommener Information: Entscheidung unter Sicherheit („deterministischer Fall“). Das Ergebnis einer Entscheidung ist im Voraus vollständig bekannt. Der Informationsgrad ist exakt 100 %, die Eintrittswahrscheinlichkeit ist bekannt und beträgt entweder 0 (unmöglich) oder 1 (sicher). Eine Entscheidung mit vollkommener Information kommt selten vor. Ein Beispiel ist die Arbitrage, bei der alle entscheidungsrelevanten Daten bekannt sind, so dass bei der Umsetzungskontrolle keine Abweichung festgestellt werden kann.
  - Entscheidung bei unvollkommener Information: Da in der Realität über die Zukunft meist unvollkommene Informationen vorliegen, stellen diese Entscheidungen den Regelfall dar. Der Informationsgrad ist < 100 %.
    - Eine Entscheidung unter Unsicherheit liegt vor, wenn der Entscheidung mehrere mögliche Ergebnisse zuzuordnen sind, die mit bestimmten Wahrscheinlichkeiten eintreten können. Es liegen unvollständige Informationen über die Eintrittswahrscheinlichkeiten und die Umweltzustände vor.
    - Entscheidung unter Risiko: Der Entscheidungsträger hat Kenntnis subjektiver (Schätzungen, Erfahrung oder Vermutungen) und objektiver (Vergangenheitsdaten mit Häufigkeitsverteilungen wie Sterbetafeln, Statistiken) Eintrittswahrscheinlichkeiten.[12] Die Wahrscheinlichkeitsverteilung ist bekannt, für die Handlungsalternativen können Erwartungswerte errechnet werden. Die meisten ökonomischen Entscheidungen in Unternehmen (wie die Investitions- oder Kreditentscheidung) gehören in diese Kategorie. Ein Teil der Fachliteratur geht hierbei davon aus,[13] dass meist nur subjektive Eintrittswahrscheinlichkeiten vorlägen, obwohl meist auch objektive Eintrittswahrscheinlichkeiten in großer Zahl vorhanden sind.
    - Entscheidung unter Ungewissheit: Die Wahrscheinlichkeitsverteilung möglicher zukünftiger Umweltzustände ist unbekannt, es können keine Eintrittswahrscheinlichkeiten zugeordnet werden. Es ist jedoch anzunehmen, dass sich eines von mehreren antizipierten Ergebnissen einer Handlungsalternative einstellt. Sie stellen keine ökonomischen Entscheidungen dar, sondern treten in Spielsituationen (Würfelspiele, Lotterie) auf.

Im Schrifttum bestehen teilweise andere Einteilungen und Zuordnungen. Erich Gutenberg unterschied zwischen Entscheidungen unter Sicherheit, unter Risiko und unter Unsicherheit.
- Im Hinblick auf die Person des Entscheidungsträgers unterscheidet man Selbst- und Fremdentscheidungen. 
  - Die Überordnung der Entscheidungsaufgabe über die Durchführungsaufgabe bedingt nach Erich Kosiol eine Trennung von entscheidender und ausführender Person und führt zu einer Fremdentscheidung.[15]
  - Vereinigen sich Entscheidungs- und Ausführungsaufgabe in einer Person, liegt eine Selbstentscheidung vor.[16] Selbstentscheidungen besitzen einen größeren Entscheidungsspielraum und sind für dezentral organisierte Unternehmen typisch. Fremdentscheidungen beruhen oft auf Entscheidungsvorlagen, die dem Entscheidungsträger von einer anderen Stelle zugeleitet werden. Eigen- und Fremdentscheidung werden manchmal auch im Hinblick auf die Beeinflussbarkeit gesehen. Aus Sicht eines Unternehmens werden Eigenentscheidungen von den Arbeitnehmern des Unternehmens getroffen, während Fremdentscheidungen von Kunden, Lieferanten oder Konkurrenten stammen.[17] Externe Fremdentscheidungen sind bei den Eigenentscheidungen zu berücksichtigen.
- Aus Sicht der Bedeutung oder Dringlichkeit von Entscheidungsanlässen gibt es konstitutive, operative und situative Entscheidungen.[18]
  - „Konstitutive Entscheidungen sind alle Entscheidungen, die eine grundlegende Festlegung der prinzipiellen Arbeitsweise des Betriebes darstellen“.[19] Sie gehören neben den Investitionsentscheidungen zu den langfristig bindenden Entscheidungen. Zu den konstitutiven Entscheidungen zählen Unternehmensgründung, Wahl des Geschäftszwecks, Standortwahl, Rechtsformwahl oder Unternehmensverbindungen.
  - Kurzfristig bindende Entscheidungen sind operative Entscheidungen („Entscheidungen im Tagesgeschäft“), insbesondere bei den betrieblichen Funktionen Beschaffung, Produktion, Vertrieb, Finanzierung und den Querschnitts- oder Servicefunktionen Unternehmensleitung, Personalwesen, Verwaltung, Information, Forschung und Entwicklung und Logistik.
  - Situative Entscheidungen werden unter Zeitdruck oft ad hoc getroffen, etwa die unaufschiebbare und dringende Beschaffung eines Ersatzteils zur Verhinderung eines drohenden Betriebsstörung.[20]
- Nach dem Wirkungszeitraum unterscheidet man operative (kurzfristig wirkende), taktische (mittelfristig wirkende) und strategische Entscheidungen mit langfristigen Auswirkungen. Eine operative Entscheidung liegt vor, wenn der Entscheidungsträger beispielsweise ein Devisenkassageschäft mit seiner Hausbank abschließt, eine taktische Entscheidung ist die Bilanzkosmetik im Rahmen der Bilanzpolitik, während Entscheidungen über eine Erweiterungsinvestition strategischer Natur sind.
- Im Hinblick auf den Gegenstand der Entscheidung kann unterschieden werden nach
  - Handlungsentscheidung: ist die Wahl aus zwei oder mehreren Handlungsalternativen;
  - Zielentscheidung: Festlegung von einem oder mehreren Zielen, welche für die weiteren Handlungsentscheide maßgebend sein sollen;
  - Beziehungsentscheidung: Kontaktaufnahme oder -abbruch, Eingehen sozialer Beziehungen und deren Gestaltung und Pflege, Bindungen oder Verträge;
  - Gestaltungsentscheidung: Wahl der Rahmenbedingungen, Normen oder Regeln, welche für die weitere soziale Interaktion verbindlich sein sollen.
- Eine Entscheidung kann ferner emotional, zufällig oder rational erfolgen. Eine rational begründete Entscheidung richtet sich nach bereits vorher abgesteckten Zielen oder vorhandenen Wertmaßstäben.
- Häufigkeit: es gibt einmalige oder häufig wiederkehrende Entscheidungen. Einmalige Entscheidungen sind meist die konstitutiven Entscheidungen, häufig sind Entscheidungen, die täglich getroffen werden müssen (operative Entscheidungen).

## Wissenschaftliche Ansätze

### Kybernetische Betrachtung
Unter kybernetischer Betrachtung bilden die Entscheidungen eines Systems (oder einer Entität) einen zeitdiskreten Regelungskreislauf, in dem das System mit der Systemumwelt interagiert. Die gleiche Entscheidung kann z. B. mehrmals oder immer wieder getroffen werden (z. B. Verlasse ich eine mittelmäßige Party oder bleibe ich noch?). Wichtig ist in dem Zusammenhang auch die Frage, ob ein Entscheid unbewusst getroffen werden kann und wer oder was überhaupt die Fähigkeit zum Entscheiden hat.
Im weiten Sinn setzt ein Entscheid nicht notwendig ein Bewusstsein voraus, so wie die entscheidende Entität nicht notwendig ein Mensch sein muss. So kann ein Lebewesen oder auch eine Maschine, ein technisches Gerät bzw. eine Anlage Entscheidungen treffen. Software ist hier auch als programmierter Automat und virtuelle Maschine zu verstehen, die in hoher Frequenz Entscheidungen trifft.
So entscheidet sich eine Amöbe, ob sie sich auf eine Reizquelle hin oder von ihr weg bewegt und eine Heizungsregelung stellt den Brenner an, wenn der Thermostat eine Temperatur unterhalb des unteren Schwellwertes misst. In praktisch jeder Software bestehen bedingte Anweisungen, welche sich anhand eines logischen Ausdrucks für eine von zwei alternativen Folgeanweisungen entscheiden.
Auch menschliche Entscheide sind oft unbewusst und instinktartig automatisiert. Ein Mensch trifft i. d. R. tausende von Entscheidungen täglich, ohne lange zu überlegen, die oft in Sekundenbruchteilen erledigt sind (Spontankauf). Dem Kybernetiker Heinz von Foerster zufolge hat der Mensch jedoch einen besonderen Entscheidungsbereich: „Nur die Fragen, die prinzipiell unentscheidbar sind, können wir entscheiden.“
Die meisten Computerprogramme dienen der Unterstützung von menschlichem Entscheiden. Es gibt aber durchaus auch Programme, die autonome Entscheidungen treffen, von denen unser Leben abhängen kann (Beispiel: ABS-Bremse). Bewusstsein und Willensfähigkeit scheinen aber die Voraussetzung zu sein für komplexe Entscheidungen. In verschiedenen gesellschaftlichen Teilsystemen wie Politik, Unternehmen, Medien laufen unterschiedliche komplexe Entscheidungsprozesse, welche für diese Teilsysteme charakteristisch und deren Ziele oft nicht alle transparent sind.

### Neurowissenschaftliche Betrachtung
In der wissenschaftlichen Analyse erweist sich der Entscheidungsprozess meist als mehrstufig. Grundsätzlich resultiert das Verhalten des Menschen aus einer Abfolge von Entscheidungen im Abstand von Sekundenbruchteilen oder Minuten. Er kann sie bewusst oder unbewusst, sofort oder in Form eines längeren Abwägungsprozesses fällen, sie können Aktivität oder Passivität zur Folge haben, können als richtig oder falsch bewertet werden. Als Alternativen kann das Gehirn nur Informationen verwerten, die gelernt und in den Speichern abgelegt wurden. Hinzu kommt der Einfluss von zahlreichen unbewussten Faktoren: Stimmungen, Körperbefindlichkeit, Erfahrungen.
Jede Einzelentscheidung kann als ein Abwägungsprozess in den neuralen Netzen des Gehirns aufgefasst werden. Die „Gewichtung“ der Argumente erfolgt (auf der neurowissenschaftlichen Ebene) durch biochemische oder bioelektrische Vorgänge. Auf der neurologischen Ebene hat António Damásio herausgestellt, dass der Mensch jedem Begriff und jeder Erinnerung einen Art somatischen Marker zuordnet, durch diese können heterogene Informationen beschleunigt zu einer Entscheidung verarbeitet werden.
Die emotionalen Marker bewirken im Alltag eine automatische Bevorzugung von vorteilhaften (meist egoistischen) Argumenten und helfen bei der Vermeidung von Gefahren. Es handelt sich um eine entwicklungsgeschichtlich sehr alte Funktion, die jedem Tier mit hinreichender Gehirnkapazität entscheidende Überlebensvorteile bietet. (Gedächtnis und Mandelkerne sind nötig.) Der Mensch nutzt diese Bewertungsfunktion bevorzugt für unbewusste oder spontane Reaktionen „aus dem Bauch heraus“. In den emotionalen Markern sind also die persönlichen Erfahrungen abgebildet. Aus dieser (Lebens-)Erfahrung erwächst die Intuition.

### Philosophische Betrachtung
Mit dem Übergang vom 19. ins 20. Jahrhundert gewann der Begriff der Entscheidung philosophisch an Bedeutung. Mit der Evolutionstheorie, den Ausläufern der Säkularisierung und dem Siegeszug der Naturwissenschaften lösten sich die etablierten theologischen Handlungs- und Entscheidungsvorgaben auf und verschoben die Rolle des Menschen in der Welt. In der Folge der veränderten Stellung seiner geschichtlichen Existenz wurden die Existenzielle neu aufgeworfen: Gibt es dem Menschen eine übergeordnete Instanz (Transzendentes, Göttliches, Metaphysisches) oder ist er selbst das Höchste und Einzige in der Welt. Im ersten Fall wären alle Entscheidungen dieser übergeordneten Instanz vorbehalten, im zweiten Fall wäre der Mensch für alle Entscheidungen selbst zuständig und verantwortlich. Diese Fragen wurden unterschiedlich beantwortet und reichen von Max Webers Theorie zur charismatischen Entscheidung über die Anthropologien von Arnold Gehlen, Helmuth Plessner oder Karl Jaspers bis hin zum Existenzialismus von Søren Kierkegaard oder Jean-Paul Sartre.

Vor allem durch die Arbeiten Carl Schmitts zum Dezisionismus wurde die Theorie zur Entscheidung stark politisiert, da Schmitt einen engen Zusammenhang zwischen Entscheidung und Ausnahme herstellte. Diese fand mit seinem Aufsatz 1934 „Der Führer schützt das Recht“ unmittelbar Eingang in die politische Wirklichkeit. Dieses historische Erbe lud die theoretische Arbeit zum Begriff der Entscheidung mit einer existenziellen und politischen Brisanz auf und machte ihn zum theoretischen und politischen Kampfbegriff:
Man kann zwar nicht leugnen, dass es Begriffe gibt, die gefährlich, weil gegen Missbrauch nicht eo ipso geschützt sind. Ihre Schärfe, die sie brauchbar macht, ist dann von der Unschuld der Waffen. Der Begriff der Entscheidung ist brauchbar und sogar unentbehrlich.
Analytisch und ideengeschichtlich weist der philosophische Begriff der Entscheidung eine Verwandtschaft zum Begriff des Charisma auf, zum Positivismus und zum Dezisionismus. Seit den 1990er Jahren wurde der Begriff der Entscheidung stückweise rehabilitiert. So identifizierte Stefan Gosepath ihn beispielsweise als Voraussetzung des Rationalismus:
Die Vernunft kann nicht durch sich selbst gerechtfertigt werden. Eine rationalistische Einstellung ist dadurch charakterisiert, dass sie der Begründbarkeit größte Bedeutung beimisst. Aber diese rationalistische Einstellung lässt sich selber nicht begründet, denn nur Menschen, die auf Gründe zu hören bereit sind, also bereits rational sind, werden eine rationale Argumentation akzeptieren. Die rationalistische Einstellung muss zuerst eingenommen werden, bevor Gründe sinnvoll angeführt werden können. […] Die rationalistische Einstellung ist letztlich ein unbegründbarer Glaube an die Vernunft. Den Vernunftgebrauch kann man nicht begründen, sondern nur zu ihm erziehen. […] Man könnte meinen, dass das Zugeständnis einer dezisionistischen Komponente … dem radikalen Begründungsanspruch des Rationalismus widerspräche. […] Dezisionismus widerspricht keineswegs dem Prinzip der Autonomie oder des Rationalismus.

### Psychologische Betrachtung
Für wichtige Entscheidungen zieht der Mensch zusätzlich rationale (verstandesmäßige) Informationen hinzu, deren objektive oder vermutete Bedeutung er virtuell in seinem „Vorstellungsraum“ vergleichen kann. Hierunter fällt auch alles, was ihm eindringlich genug gelehrt wurde: ethische Gebote, Gesetze aller Art einschließlich der Ermahnungen zum Altruismus. Er benutzt für den Vergleich sein sog. Kurzzeitgedächtnis, eine Funktion, mit der er zwei oder wenige Informationsinhalte einigermaßen gleichzeitig im „Vorstellungsraum“ präsentieren und auf die er sich dann konzentrieren kann (Zeit, Vorstellungskraft, gutes Kurzzeitgedächtnis, gute Informationen sind gute Voraussetzungen).

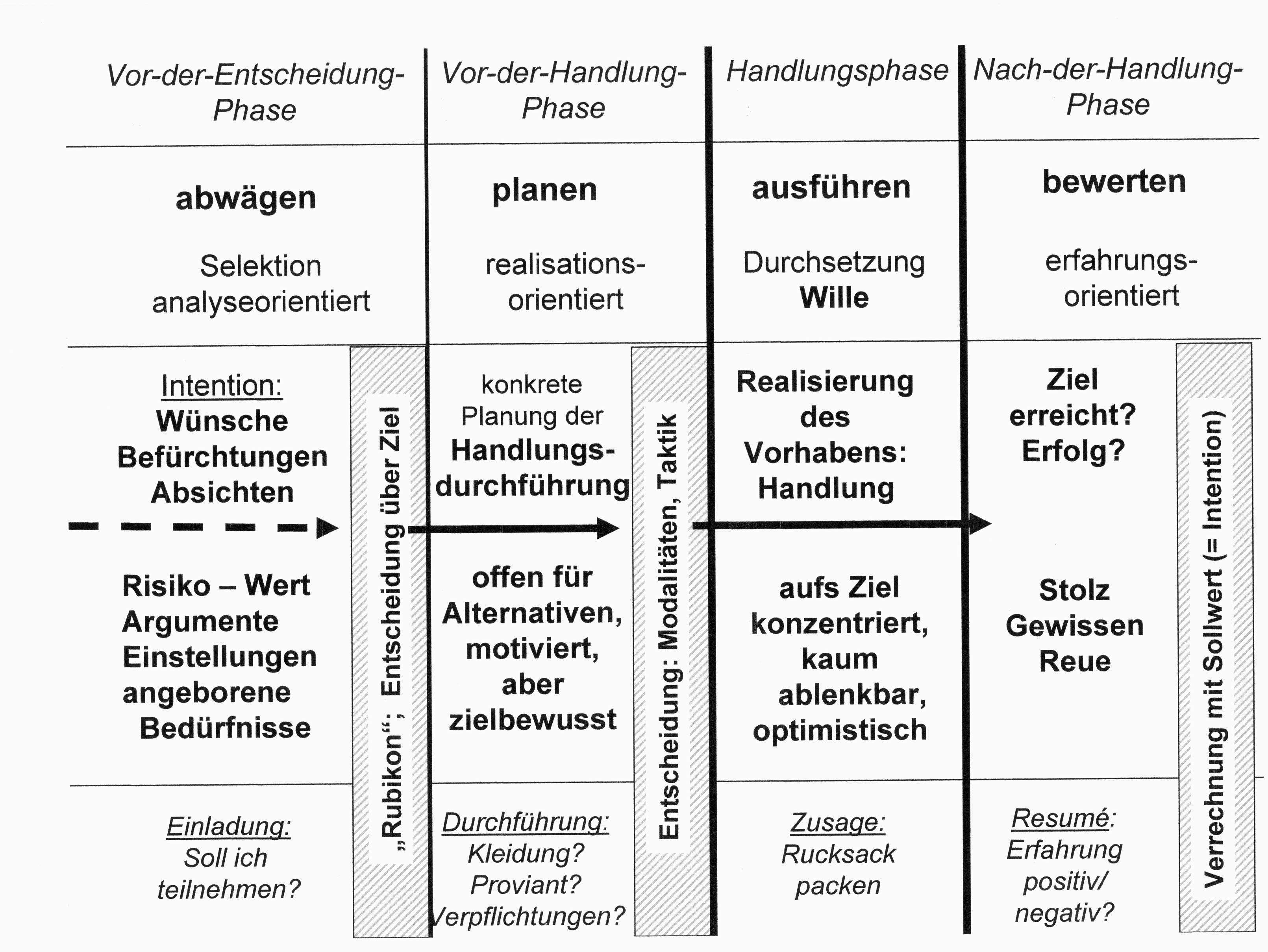
Abbildungserklärung: Entscheidungsprozess und Handlung. In einer ersten Phase wird das Ziel (die „Intention“ nach Heinz Heckhausen) herausgearbeitet. Am Ende steht die Entscheidung (schraffiert) über die geplante Aktion. Nach ihr wird der ganze Prozess auch „Rubikon-Modell“ (mit Bezug auf die Entscheidung Cäsars vor dem Angriff auf Rom) genannt. In der anschließenden Planungsphase werden die Einzelheiten der gewählten Handlung bedacht. Am Ende bildet wieder ein Rechenprozess eine Entscheidung. Sie generiert dann auch den Willen, der die Handlung anstößt und für ihre erfolgreiche Durchführung sorgt. Nach der Aktion folgt eine Bewertung, also ein Vergleich mit dem in der Planung aufgestellten Sollwert (Rechenprozess, schraffiert). Das Ergebnis der Bewertung ist bedeutungsvoll für künftige Einstellungen und Handlungen. Quelle: Wolfgang Seidel in Anlehnung an Heinz Heckhausen bzw. Udo Rudolf.

Bei wichtigen Problemstellungen verläuft der Entscheidungsprozess nach heutiger Lehrmeinung zweistufig. In einem ersten Schritt wird das Ziel festgelegt (siehe nebenstehende Abbildung): Der den Prozess auslösenden Vorgaben (Ursache zum grundsätzlichen Handlungsplan) werden mittels der Intelligenzfunktion (Suchfunktion) Alternativen zur Seite gestellt. Sie haben eine rational begründende Bedeutung (Gewicht) für die Entscheidung, sind aber auch mit wertenden emotionalen Markern verknüpft. Als Beispiel sei angenommen, dass jemand eine Einladung zu einer Bergwanderung erhält und nun entscheiden will, ob er teilnimmt. In den Speichern des Gehirns findet die Intelligenz sofort zustimmende Argumente wie Erinnerungen an frühere entsprechende Unternehmungen oder begeisterte Schilderungen anderer. Dagegen mag der aktuelle Wetterbericht und das Problem geeigneten Schuhwerks sprechen. Alternativen für eine eventuell sinnvollere Nutzung des Tages dürfte die Erinnerung an den Terminkalender aufzeigen oder das schlechte Gewissen an nicht erledigte gesellschaftliche Verpflichtungen. Die Gedächtnisspeicher des Gehirns enthalten eine Unmenge positiver und negativer Argumente, deren eindrucksvollste einer Person „durch den Kopf schießen“, ihr also bewusst werden, von denen viele aber auch nur unbewusst einen gewissen (meist emotionalen) Akzent hinzufügen.
Wichtige Komponenten des Abwägungsprozesses sind natürlich Erörterungen über das Risiko (der Zielerreichung) oder den persönlichen Wert, zu denen allein es eine Fülle wissenschaftlicher Arbeiten gibt (z. B. von John William Atkinson). Ferner können ungezählte zeitlich zurückliegende Informationen wie die drastische Ermahnung der Großmutter oder ein Film über Gefahren der Berge in unkalkulierbarer Intensität Einfluss gewinnen. Unbewusste angeborene Motivationen wie Bewegungsdrang, Neugier oder starke Zuneigung zu einem Mitglied der wandernden Gruppe wirken immer mit ein, und andererseits haben immer auch aktuelle körperliche Befindlichkeiten (Müdigkeit, Kopfschmerzen) ihr Gewicht bei der Entscheidung. Das Resultat aller Abwägungen kann grundsätzliche Zustimmung sein. Das Individuum hat mit dieser „Rubikon-Entscheidung“ (eine „Intention“ nach Heinz Heckhausen) ein Ziel generiert. Viele Ursachen haben Einfluss genommen und das Ziel letztlich „determiniert“.
In einem zweiten Schritt wird nun über die Art der Durchführung entschieden. In dem vorstehenden Beispiel: Wie lange, welche Kleidung, welcher Proviant, welche häuslichen organisatorischen Planungen müssen erledigt werden? Bis diese zweite Entscheidung getroffen wird, dürfte nach Udo Rudolph bereits die Willensstärke wirken, die die Intention gegen Zweifel, Bedenken, Versuchungen u. ä. abschirmt. Dieser Wille wird zum Durchsetzungsvermögen wenn nach der zweiten Entscheidung (über die Art der Durchführung) der Entschluss zum Bergwandern feststeht. Wille und Durchsetzungsvermögen sind anlagebedingt unterschiedlich stark ausgeprägt, helfen nun aber, neu auftretende Widerstände zu überwinden oder Ablenkungen zu ignorieren. Auch zu dieser Phase existieren vielseitige wissenschaftliche Untersuchungen. In dieser naturwissenschaftlichen Erklärung der „Willensbildung“ kommt ein freier Wille, der der Kausalität nicht unterworfen ist, nicht vor.

#### Der Entscheidungsprozess aus allgemeinpsychologischer Sicht
Der oben dargestellte Entscheidungsprozess kann auch mit Hilfe eines Rahmenmodells dargestellt werden. Hierbei handelt es sich nicht um eine Theorie, da das Modell weder Entscheidungen erklärt noch vorhersagt. Allerdings ist es möglich Theorien und Phänomene darin einzuordnen. Im Modell wird zwischen den drei Entscheidungsphasen präselektionale Phase, selektionale Phase und postselektionale Phase unterschieden, wobei sich in der selektionalen Phase die eigentliche Entscheidung abspielt.
Im Folgenden werden diese Phasen zur Übersicht über den Entscheidungsprozess näher erläutert.

##### Präselektionale Phase
Diese Phase ist der Beginn des Entscheidungsprozesses und steht vor dem eigentlichen Entscheiden, denn in der präselektionalen Phase werden die unterschiedlichen Optionen generiert und es wird nach entscheidungsrelevanten Informationen gesucht. Zudem findet die grundlegende Identifikation der Entscheidungssituation in dieser Phase statt.
In alltäglichen Entscheidungen kann nicht davon ausgegangen werden, dass einem alle Optionen und Konsequenzen bekannt sind und daher muss man laut Herbert A. Simon von der rationalen Entscheidungsregel (Maximierungsregel) der Nutzentheorie absehen. Er setzt hierbei auf das Verhaltensmodell. Dieses Modell geht von der begrenzten Rationalität des Menschen aus. Unter begrenzter Rationalität ist ein Modell menschlichen Entscheidens von Simon zu verstehen, das aufzeigt, dass Menschen trotz der eingeschränkten Information und Verarbeitungskapazität, sowie anderen Faktoren, dazu in der Lage sind ihre Entscheidungen so zu treffen, dass am Ende ein recht gutes Ergebnis steht. Der Grund dafür liegt in einer Folge von Vorgängen, unter anderem in der Verwendung von einfachen Entscheidungsstrategien.
Zu diesen Entscheidungsstrategien gehört die:
- analytische Strategie: die Entscheidung wird anhand der Abwägung von Optionen und deren Konsequenzen getroffen.
- nichtanalytische Strategie: die Entscheidung wird anhand von anderen Variablen getroffen, die nicht mit den Optionen und deren Konsequenzen zusammenhängen.
- kompensatorische Strategie: verschiedene Konsequenzen einer Option werden zuerst ausgewertet, sodass es zu einem Ausgleich zwischen positiven und negativen Auswirkungen innerhalb einer Option kommen kann. Anschließend wird die nächste Option mit diesem Verfahren ausgewertet.
- nichtkompensatorische Strategie: verschiedene Optionen werden in einzelnen Ausprägungen miteinander verglichen. Dadurch fällt der Ausgleich der kompensatorischen Strategie weg.

Wie eine Entscheidung letztlich getroffen wird hängt von der Situation ab und ist meist das Ergebnis aus unterschiedlichen Strategien der Informationsbeschaffung.

##### Selektionale Phase
In dieser Phase wird die eigentliche Entscheidung getroffen, wofür zuerst die gegebenen Informationen gesichtet werden müssen und eine Bewertung vorgenommen werden muss. Für die Untersuchung dieses Entscheidungsprozesses wird meist das Lotterieparadigma eingesetzt. Dabei handelt es sich um eine Untersuchungsmethode, bei der die Optionen, deren Werte und Konsequenzen, sowie die Wahrscheinlichkeiten angegeben werden und sich der Proband mit Hilfe dieser Angaben entscheiden muss. Es ist daher keine Informationssuche notwendig.
Um die Ergebnisse von Bewertungen und Entscheidungen erklären und vorhersagen zu können, verwendet man die Nutzentheorie. Diese wurde axiomatisiert, um die Prinzipien des rationalen Entscheidens präzise herauszuarbeiten.
Die vier zentralen Prinzipien rationalen Entscheidens sind:
- Prinzip der vollständigen Ordnung: eine Vergleichbarkeit der Optionen und eine transitive Ordnung werden vorausgesetzt.
- Prinzip der Unabhängigkeit: die Wahl einer Option soll unabhängig von einer Konsequenz sein, die bei allen Optionen gleich ist (cancellation principle).
- Prinzip der Dominanz: dieses steht im Zentrum der Entscheidungsregel der Nutzentheorie, da eine Option, die einen geringeren Nutzen hat, einer Option mit höherem Nutzen nicht vorgezogen werden soll.
- Prinzip der Invarianz: die Darstellung der Optionen darf keinen Einfluss auf die Entscheidung haben.

Untersuchungen von Slovic, Fischhoff und Lichtenstein zeigten allerdings, dass Menschen dazu neigen, diese Prinzipien zu verletzen. Dies wird im Folgenden dargestellt:
- Das Prinzip der vollständigen Ordnung wird verletzt, wenn intransitive Präferenzen auftreten. Dies wurde mit Hilfe der Paarvergleichsmethode festgestellt.
- Die Verletzung des Prinzips der Unabhängigkeit wird durch das Allais-Paradoxon beschrieben. Hierbei entscheidet sich ein Proband in zwei Entscheidungssituationen unterschiedlich, obwohl die Konsequenzen identisch sind.
- Werden die Konsequenzen nur teilweise betrachtet, so wird das Prinzip der Dominanz meist verletzt, da so einige wichtige Konsequenzen übersehen werden können. Es kann aber auch bei einer vollständigen Betrachtung zur Verletzung dieses Prinzips kommen.[32]
- Das Prinzip der Invarianz wird durch sogenanntes Framing gefährdet. Unter Framing versteht man das Verändern einer Darstellung, das aber nichts an der Option selbst und deren Konsequenzen ändert (z. B. durch sprachliche Mittel). Hierbei unterscheidet man zwischen dem Gewinn-Framing und dem Verlust-Framing. Bei dem Gewinn-Framing fällt die Wahl auf die sichere Option und das Risiko wird gescheut, wobei bei dem Verlust-Framing der Proband die unsichere Option wählt und dadurch das Risiko sucht.

Die Kritik für den nutzentheoretischen Ansatz ist aufgrund der großen Anzahl an benötigten Informationen (Optionen, Konsequenzen, Werte und Wahrscheinlichkeiten) für das Erreichen des höchsten zu erwartenden Nutzens nachvollziehbar. Es handelt sich daher um einen eingeschränkten Geltungsbereich, da im Alltag die Optionen, sowie die Konsequenzen meist selbst gesucht werden müssen.

##### Postselektionale Phase
In dieser Phase findet die Entscheidungsendbewertung statt.
Auf all unsere Entscheidungen folgen oft Konsequenzen, die Auswirkungen auf unsere Umwelt haben, von der wir dann eine Rückmeldung erhalten. Die Konsequenzen unserer Entscheidungen, welche das Feedback darstellen, wirken sich auf kommende Entscheidungen aus. Anhand der effektiv bewirkten Folgen des Entscheids kann zu einem späteren Zeitpunkt der Erfolg einer Entscheidung gemessen werden. Die Entscheidungsgüte (Qualität) kann u. a. daran gemessen werden, wie gut die Auswirkungen der Entscheidung dem gewünschten Ziel nahekommen und Randbedingungen erweitern oder verengen. Aus der rückblickenden Bewertung der Qualität der Entscheidung kann für folgende Entscheide gelernt werden. Ein intelligentes System oder Individuum kann grundsätzlich aus vergangenem Agieren und Verhalten lernen und danach zu zielführenden Entscheidungen kommen. So zeigt das Effektgesetz, dass die positiven Konsequenzen einer Entscheidung den Menschen dazu bringen, diese Entscheidung zu wiederholen und im Gegensatz hierzu negative Konsequenzen dazu führen, dass eine diesbezügliche Entscheidung in Zukunft gemieden bzw. nochmals überdacht wird. Daher hat eine Entscheidung immer eine Vergangenheit und eine Zukunft. Dabei ist zu berücksichtigen, dass sich die Umweltfaktoren und Wirkmechanismen, welche die Entscheidungssituation und die auf die Entscheidung folgenden Konsequenzen bestimmen, immer auch etwas verändern.
Es ist möglich, bei sich wiederholenden Entscheidungen auf eine bereits gewonnene Routine zurückzugreifen. Aus der Vergangenheit abgeleitete Lerneffekte (Erfahrungen) können das Entscheidungsverhalten nur dann verbessern, wenn die aktuelle Entscheidungssituation mit den vergangenen Situationen vergleichbar ist. Bei einer wiederholten Entscheidung kann man die schon bekannte Option wählen oder man entscheidet sich für eine neue Option, deren Ausgang noch unbekannt ist. Die Gefahr, dass bei einer solchen wiederholten Entscheidung, mit der Möglichkeit auf den Rückgriff bereits routinierter Verfahren, neue Informationen nicht beachtet werden, ist sehr hoch. Damit Routinen aufgegeben werden, muss es erst häufige negative Rückmeldungen gegeben haben und selbst dann besteht die Möglichkeit eines Rückfallfehlers. Routinen können positiv und negativ gewertet werden: ein positiver Effekt ist der vermeintlich effektivere Umgang mit kognitiven Ressourcen. Negativ zu bewerten ist die einseitige Informationssuche zur Stützung der gewählten Hypothese, der sogenannte Bestätigungsfehler.
Entscheidend ist auch, sich für den Reflexionsprozess genug Zeit zu nehmen und die Fähigkeit, reflektieren zu können bzw. sich Reflexion von Anderen zu holen. Die andere Sicht der Anderen ist wichtig, um die eigene Wahrnehmungsverzerrung auszugleichen, Irritationen zu erkennen, um der Realität so nahe wie möglich zu kommen.
Besonders nach wichtigen Entscheidungen haben Personen häufig mit der sogenannten kognitiven Dissonanz zu tun. Damit ist gemeint, dass jede Option positive und negative Konsequenzen mit sich bringt. Nach der Entscheidung befindet man sich dann in einem Konflikt, da die negativen Konsequenzen der gewählten Option mit den positiven Konsequenzen der nicht gewählten Option dissonant zur Entscheidung sind. Dieses Phänomen ist auch der Grund dafür, weshalb Entscheidungen im Nachhinein oft aufgewertet werden – dadurch versucht der Entscheider sich aus diesem Spannungskonstrukt zu lösen.
Eine Studie kam 2022 zu der Erkenntnis, dass veränderte materielle Ausgangsoptionen die Entscheidung der Teilnehmenden um lediglich 20 Prozent beeinflussten und diese stattdessen maßgeblich durch kognitive Vorentscheidungen soziale Normen beeinflusst war.

## Der Einfluss von Gefühlen auf Entscheidungen

### Allgemeines
Der Mensch trifft täglich Entscheidungen. Die meisten davon, die Alltagsentscheidungen, werden eher routiniert und automatisiert getroffen: Was ziehe ich heute an? Was koche ich? Was kaufe ich ein? Sie sind in Relation zu großen „Lebensentscheidungen“ von untergeordneter Natur. Diese existenziellen Entscheidungen fallen uns schwerer, da sie nicht täglich getroffen werden müssen und daher Erfahrung und Routine fehlen. Sie betreffen etwa die Frage des Arbeitsplatzwechsels oder der Familienplanung. Sie haben einen erheblichen Einfluss auf unser Leben. Daher spielen bei diesen Entscheidungen Ängste, mangelndes Selbstvertrauen oder die Gegenüberstellung von Bauchgefühl zu Logik und Fakten eine Rolle. Anders ausgedrückt: die Angst davor, eine falsche Entscheidung zu treffen und vor den daraus resultierenden möglichen Konsequenzen. Maßgeblich hierfür ist nicht nur das individuelle Selbstvertrauen. Es ist zwar ausschlaggebend dafür, ob und wie lange wir zögern, eine Entscheidung zu treffen, wie lange wir uns damit beschäftigen, sollte sie sich als eine schlechte herausstellen und den damit folgenden Umgang. Eine ebenso große Rolle spielen die Gefühle, die mit den Zukunftsszenarien und möglichen Konsequenz der zu treffenden Entscheidung verbunden sind. Denn Entscheidungen können immer Konsequenzen haben, im positiven wie im negativen Sinne.

### Gefühle
Gefühle – oder auch Emotionen – sind Empfindungen, die teilweise angeboren sind – Grundgefühle – oder durch Erlebtes geprägt werden. Diese unterschiedlichen bzw. unterschiedlich gemachten Erfahrungen sind mitunter der Grund, warum die Fähigkeit, eine Entscheidung zu treffen oder einen Entschluss zu fassen, bei jedem Einzelnen auch entsprechend unterschiedlich ausgeprägt ist. Im Grunde ist jede Entscheidung auch von unseren Gefühlen beeinflusst, da diese auf den bereits gemachten Erfahrungen basieren. Jedes Ereignis, jede Erfahrung, ganz gleich ob positiv oder negativ, haben wir zusammen mit dem entsprechenden Gefühl gespeichert. Bei einer neu zu treffenden Entscheidung werden diese Gefühle abgerufen und Bilder von möglichen Zukunftsszenarien eingeblendet. Hieraus entsteht eine Tendenz, welche zu einer Entscheidung führt. Dieser Vorgang hat eine, unser Leben stark vereinfachende, Wirkung und läuft größtenteils unterbewusst ab, da unser Gehirn auf diese bereits gespeicherten Daten zurückgreift. Handlungen und Geschehnisse werden, je nach Erfahrung oder Situation, positiv oder negativ bewertet.
Beim Treffen einer logischen Entscheidung werden Gefühle weitgehend ausgeblendet, um ausschließlich rationale, teilweise sogar mathematische Methoden der Entscheidungsfindung anzuwenden. Im Gegensatz dazu können emotionale Entscheidungen zu einem gewissen Maße Logik beinhalten, dennoch ist ihre Hauptantriebskraft das Gefühl. Dieses überwiegt die Logik. In anderen Fällen wird eine Art Pseudo-Logik gebraucht, um eine emotionale Entscheidung zu bekräftigen oder zu unterstützen. Zudem kann eine emotionale Entscheidung, die mit der Logik begonnen wird, für die schlussendliche Entscheidung auch auf die Emotion zurückgreifen.
Die Intuition basiert auf Wissen, welches aus Erfahrungen gezogen wird; sie begründet eine Entscheidung aber eher unterbewusst. Die Stimmungseffekte von Menschen lassen sich nach Isen und Kollegen mit dem Ziel, gute Stimmung zu erhalten und schlechte Stimmung zu vermeiden, begründen. Auch schwache Gefühle haben einen Einfluss auf den Entscheidungsprozess, selbst wenn sie nicht im direkten Zusammenhang mit dem Ausgangsproblem stehen.
Auch Stimmungen und Affekte sind Emotionen und damit ebenfalls Meinungs- und Entscheidungsbildner. Während Affekte von kurzer Dauer aber hoher Intensität sind, ist es bei den Stimmungen genau umgekehrt. Hier ist die Intensität geringer, jedoch sind sie von längerer Dauer. Stimmungen und Affekte sind von geringer Objektivität, da sie unmittelbar auftreten und Logik und Fakten nicht in Betracht nehmen.

### Gefühle in Ansätzen der Entscheidungsforschung
In der Entscheidungsforschung gibt es vier verschiedene Ansätze zu den Rollen von Gefühlen: Gefühle als Epiphänomene des Entscheidens, Gefühle als Prozessdeterminanten, Gefühle als Entscheidungskriterium des kognitiv vermittelnder Einfluss sowie Gefühle als Entscheidungskriterium des direkten Einflusses.

#### Epiphänomene
Im ersten Ansatz spricht man von Gefühlen als so genannte Epiphänomenen des Entscheidens. Aus der Sicht der rationalen Perspektive versteht man hier die Gefühle als ein Nebenprodukt, eine Begleiterscheinung ohne Eigenwirkung: sie entfaltet aus eigener Kraft keine Wirkung, kommt in bestimmten Kontexten vor. Als vermeintliche Begleiterscheinung wird den Gefühlen hier kein ursächlicher Einfluss auf die Entscheidungsbildung zugestanden.

#### Prozessdeterminanten
Gefühle als Prozessdeterminanten beschreiben den zweiten Ansatz der Entscheidungsforschung. In diesem Ansatz wird ermittelt, wie der Prozess des Entscheidens von den Gefühlen beeinflusst wird. In der Handlungssteuerung können Gefühle eine bedeutungstragende Rolle übernehmen. Durch Gefühle wird der Organismus über Veränderungen der inneren und äußeren Umwelt informiert. Die negativen Gefühle steuern zum einen die Aufmerksamkeit und motivieren das Individuum zugleich, sich mit neuen und dringlichen Aufgaben zu befassen. Gefühle können Entscheidungsaufgaben unterbrechen und die Bearbeitung von neuen Aufgaben beeinflussen. Negative Gefühle sind unter anderem Enttäuschung – wenn z. B. das gewünschte Resultat einer einst getroffenen Entscheidung ausgeblieben ist – oder Bedauern – wenn man das Gefühl hat, aus zwei Optionen die vermeintlich doch „schlechtere Wahl“ getroffen zu haben.

#### Kognitiv vermittelnder Einfluss
Der dritte Ansatz beinhaltet das Entscheidungskriterium als kognitiv vermittelnden Einfluss. Hier ist nicht das Gefühl von Bedeutung, sondern die kognitive Repräsentation des Gefühls in der spezifischen Situation. Durch ein bestimmtes Erfahrungsrepertoire lernt der Mensch, dass Konsequenzen zu bestimmten Emotionen führen können. Gefühle lehren uns die Erfahrung aus bestimmten Situationen. Emotionen können antizipiert werden und als Entscheidungskriterium für zukünftige Entscheidungen gelten. Die Stärke der Emotionen wird oft über- oder unterschätzt.

#### Direkter Einfluss
Bei dem letzten Ansatz handelt es sich um den direkten Einfluss, den die Gefühle als Entscheidungskriterium tragen können. Dieser Ausgangspunkt ist in der Entscheidungsforschung erst seit wenigen Jahren relevant. Er besagt, dass Gefühle die zentralen Determinanten der Entscheidungen darstellen. Somit haben Gefühle einen direkten Einfluss auf unsere Entscheidungen.

### Neurowissenschaftliche Sicht auf Gefühle in Entscheidungsprozessen
Der Neurowissenschaftler António Damásio, University of Southern California, deutet den präfrontalen Cortex als eine Art Mittler zwischen Gefühl und Verstand und vertritt die Ansicht, dass der präfrontale Cortex die Gefühlsregion des limbischen Systems mit den rationalen Abwägungen der Großhirnrinde verbindet.
António Damásio beschäftigte sich u. a. auch mit Untersuchungen an Patienten mit Schädigungen im Bereich des orbitofrontalen Cortex, welchem eine wichtige Rolle bei der Gefühlsvermittlung im Entscheidungsprozess zugeschrieben wird. Auch wenn für die Entstehung von Gefühlen vor allem das limbische System verantwortlich ist, so haben Patienten mit Schädigungen des orbitofrontalen Cortex schwere Defizite im emotionalen Erleben und massive Probleme bei der Handlungsplanung sowie dem Treffen von Entscheidungen.
Für Damásio steht fest, dass Entscheidungen emotionale Regungen brauchen: Aus purem Verstand heraus könne der Mensch nicht handeln.

## Weiterführende Einzelaspekte

### Entscheidungsträger
Die Entscheidung entsteht durch geistige Arbeit eines oder mehrerer Entscheidungsträger, welche für den Entscheid legitimiert sind. Ein Entscheid ist immer auch geprägt durch die subjektiven Grundlagen der Entscheidungsträger, durch deren Präferenzen, Gefühle, Vorlieben, Abneigungen, Wertvorstellungen, Erfahrungen und Risikobereitschaft (Risikoaversion oder Risikoaffinität). Auf Grund dieser Einflüsse unterliegt eine Entscheidung in der Regel nur einer beschränkten Rationalität (englisch Bounded Rationality). Ein Entscheid zieht geplante, oft aber auch unerwartete Konsequenzen nach sich, für welche sich die Frage stellt, wieweit diese Verantwortung von den Entscheidungsträgern zu tragen ist.

### Entscheidungsparameter
Entscheidungsparameter (exogene und endogene) sind diejenigen Größen, die eine Entscheidung zwar beeinflussen, aber als von ihr unabhängig angesehen werden. Die Entscheidung selbst ist ein Aktionsparameter, der Entscheidungsträger hat aber bei seiner Auswahl der besten Handlungsalternative auch Reaktionen im Unternehmen und der Umwelt außerhalb des Unternehmens als Reaktionsparameter zu berücksichtigen (Fremdentscheidungen). Auch – zumindest kurzfristig – durch die getroffene Entscheidung nicht beeinflussbare Größen (Datenparameter) muss er einbeziehen.

### Informationskosten und Informationswert
Um richtige Entscheidungen treffen zu können, benötigt der Entscheidungsträger Informationen und Daten, die für die Entscheidung relevant sind. Ihre Beschaffung kann Informationskosten auslösen, die die Gesamtkosten eines Unternehmens erhöhen. Der Entscheidungsträger muss nun abwägen, welche und wie viele Informationen er benötigt und ob im Hinblick auf den Informationsnutzen die Kosten angemessen sind. Unter Informationsnutzen versteht man die Veränderung des Zielerreichungsgrades, die durch die Berücksichtigung einer zusätzlichen Information bei der Entscheidungsfindung herbeigeführt werden kann.

### Entscheidungsfolgen
Die Entscheidungsfolgen bestimmen die Konsequenzen und Auswirkungen einer Entscheidung, ob sie allenfalls rückgängig gemacht oder abgeändert werden kann oder ob sie unwiderruflich ist. Oft bringt ein Entscheid durch Veränderung der Situation die Notwendigkeit von Folgeentscheidungen. Besonders wichtig sind Entscheidungen, die normative und langfristige Folgen haben und die verschiedene menschliche Gemeinschaften betreffen, z. B. politische Entscheidungen.

### Akzeptanz und Anfechtung eines Entscheides
Im sozialen, gesellschaftlichen und politischen Kontext sind neben den Entscheidungsträgern oft auch andere Menschen von den Folgen eines Entscheides betroffen. Diese haben nur einen begrenzten oder gar keinen Einfluss auf das Entscheidungsverfahren. Dennoch ist es für den Zusammenhalt der Gruppen bzw. die Stabilität der Gesellschaftsordnung wichtig, dass zumindest eine Mehrheit der Betroffenen einen Entscheid und seine Folgen akzeptiert. Ohne Akzeptanz einer Entscheidung und des oder der Entscheidungsträger kommt es oft zu Kritik, Protest, Streit oder Streik. In der modernen Gesellschaft sind deshalb der Entscheidungs- und Handlungsfreiheit der Individuen durch die staatliche Rechtsordnung Schranken gesetzt. So wie sich die Entscheidungsträger für manche Entscheidungen legitimieren müssen, muss sich oft auch der Gegner eines Entscheides für die Anfechtung legitimieren.

### Entscheidungskriterien
In der Mikroökonomie wird das Menschenbild des rationalen Entscheiders (lateinisch Homo Oeconomicus) entworfen, der sich seiner Präferenzen klar bewusst ist und mit jeder Entscheidung versucht, seinen Nutzen zu maximieren. Die Theorie der rationalen Entscheidung wurde jedoch wegen ihrer Annahmen kritisiert. So verfügen die Wirtschaftssubjekte in der Regel nicht über die vollkommene Information über alle potenziell entscheidungsrelevanten Faktoren.
Die Theorie der beschränkt rationalen Entscheidungen erweitert hier den Modellrahmen, indem diese Unvollständigkeiten im Wissen und in der Informationsverarbeitung mit einbezogen werden. Neben Eigennutz können Entscheide aber auch durch andere Wertesysteme wie Altruismus, ethische Werte oder Emotionen bestimmt werden. Daher sind Entscheidungen oft umstritten, da jeder die verbleibende Unsicherheit mit anderen Annahmen belegt.

### Entscheidungsverfahren
Die wichtigste Regel zum Treffen von Entscheidungen ist, dass die Entscheidung umso leichter fällt, je kleiner die Unsicherheit ist – jede Entscheidung fällt leichter, wenn mehr Informationen zum Entscheidungsbedarf vorliegen.
In der Entscheidungstheorie werden Methoden wie z. B. die einfache Nutzwertanalyse (NWA) oder der präzisere Analytic Hierarchy Process (AHP) angewandt, bei denen Kriterien im Sinne von Gesichtspunkten und Alternativen im Sinne von Lösungsvorschlägen gefunden, dargestellt, verglichen und bewertet werden, um die optimale Lösung zu einer Entscheidung oder Problemstellung zu finden. Die Systemik Holacracy gibt Entscheidungsfindung in großen Netzwerken und vielschichtigen Unternehmen (mit gewünschter Transparenz und partizipativen Beteiligungsmöglichkeiten durch alle Ebenen hindurch) eine günstige Struktur.

## Fachwissenschaftliche Verwendungen

### Ärztliche Diagnose
In der Medizin entscheidet ein Arzt in einer Diagnose aufgrund der vorliegende Symptome für eine von ggf. mehreren möglichen Krankheiten und stützt die Behandlung auf diesen Diagnoseentscheid ab. Der Diagnoseentscheid hat hier oft den Charakter einer Hypothese. Spricht der Patient nicht auf die Behandlung an, müssen andere Hypothesen überprüft und ggf. der Diagnoseentscheid revidiert werden.

### Psychodiagnostische Entscheidungsfindung
Psychologie als beratende Tätigkeit ist auf eine fundierte diagnostische Entscheidungsfindung angewiesen (z. B. hinsichtlich Bildungswegen, der Berufswahl, Personalselektion, Therapieindikation). Psychologische Diagnostik ist die Disziplin, Erkenntnisse der einzelnen Teildisziplinen der Psychologie für diese Entscheidungsfindung zu nutzen (Indikationsdiagnostik).

### Sport und Justiz
In der Rechtsprechung sind Entscheidungen bestimmte Verdikte (vgl. Beschluss und Urteil). Beim Sport gelten die Entscheidungen des Schiedsrichters als unanfechtbar für die Zeit des Spiels (Tatsachenentscheidung).

### Luftfahrt
FORDEC oder FOR-DEC bezeichnet eine Methode zur strukturierten Entscheidungsfindung, die vor allem in der Luftfahrt angewandt wird.

### Management
Eine Entscheidung ist das Ergebnis eines Preisvergleiches von Vor- und Nachteilen der jeweiligen Möglichkeit gegenüber deren Alternativen. Eine Unentschiedenheit resultiert aus erkanntem Unwissen bzw. Unklarheit über die Konsequenzen der favorisierten Möglichkeit (ein nicht bestimmbarer Preis). Entscheidungsschwäche resultiert aus der unbewussten Ablehnung der mit der Lösung verbundenen Nachteile. Vermeidung einer Entscheidung bedeutet, andere entscheiden zu lassen, wie beispielsweise nicht an einer Wahl teilzunehmen. Nichtentscheiden ist damit bereits die Entscheidung, die Entscheidung an andere zu übertragen.

### Betriebswirtschaftslehre
Betriebliche Entscheidungen können unter folgenden Kriterien systematisiert werden.
- Wirkungsbereich: Er stellt darauf ab, wo sich eine betriebliche Entscheidung auswirkt. Das ist den betrieblichen Funktionsbereichen Beschaffung, Produktion, Vertrieb und Finanzierung sowie in den Querschnitts- oder Servicefunktionen Unternehmensleitung, Personalwesen, Verwaltung, Information, Forschung und Entwicklung und Logistik der Fall.
- Rang der Entscheidungen: es gibt Ziel- und Mittelentscheidungen. Die Zielentscheidungen legen die Sachziele und Formalziele fest, Mittelentscheidungen bestimmen dagegen, auf welche Weise die gesetzten Ziele zur verwirklichen sind.
- Anzahl der Entscheidungsträger: Individualentscheidungen werden von einem einzelnen Entscheidungsträger getroffen, Kollektiventscheidungen werden in Teams mehrheitlich oder einstimmig gefasst.
- Entscheidungsrisiko: Höchstes Risiko bergen die konstitutiven Fremdentscheidungen unter Ungewissheit, geringstes die situativen Eigenentscheidungen unter vollkommener Information (reine Rechen- oder Denkaufgaben). Erich Gutenberg[49] hat aus der Verwendung einiger dieser Entscheidungsmerkmale die „echten Führungsentscheidungen“ gekennzeichnet, also diejenigen Entscheidungen, die von den obersten Führungsorganen (Vorstand, Geschäftsführung) zu treffen und nicht delegierbar sind.[50] Wesentliches Kriterium der Leitung ist das Treffen von Fremdentscheidungen, deren Umsetzen in Anordnungen und die Fremdkontrolle der Ausführung.[51]

## Fehlentscheidung
Eine Fehlentscheidung beruht auf unzutreffenden Daten (falsche oder unzureichende Informationen) oder aus Denk- und Rechenfehlern des Entscheidungsträgers bei der Datenauswertung und beim Treffen der Entscheidung. Erich Gutenberg ging 1962 davon aus, dass „Unvollständigkeit und Unzulänglichkeiten der Informationen erhöhen das Risiko von Fehlentscheidungen und Fehlschlägen“. Sie verursacht – neben anderen Kosten und Schäden – Friktionskosten. Das sind Opportunitätskosten schlechter Entscheidungen, die auf nicht verfügbarer oder qualitativ inadäquater Information beruhen und durch einen Standardeinsatz hätten verhindert werden können. Entscheidungsträger sind daran interessiert, Fehlentscheidungen zu vermeiden, denn sie können deshalb wegen ihrer Verantwortung zur Rechenschaft gezogen werden.
Die Fachliteratur unterscheidet zwischen Fehlentscheidungen erster und zweiter Art. Eine Fehlentscheidung erster Art liegt vor, wenn ein Unternehmen eine Erweiterungsinvestition tätigt, deren Erfolgspotenzial als niedrig eingestuft wird. Von einer Fehlentscheidung zweiter Art wird gesprochen, wenn eine Erweiterung der Kapazitäten erfolgversprechend ist, aber entsprechende Erweiterungsinvestitionen nicht vorgenommen werden.

## Video
- Manfred Spitzer: Entscheidungen aus dem Bauch (Memento vom 29. September 2007 im Internet Archive). RealVideo aus der BR-alpha-Reihe „Geist und Gehirn“ (ca. 15 Minuten)